# Laura Deloose
Laura Marijke Deloose (* 18. Juni 1993, in Bornem) ist eine belgische Fußballnationalspielerin. Sie spielt seit 2012 beim RSC Anderlecht in Belgien.

## Karriere

### Vereine
Deloose spielte für FC Oppuurs sowie FC Kontich und ab 2012 für RSC Anderlecht zunächst in der gemeinsamen Frauenliga des belgischen und niederländischen Verbandes und anschließend in der belgischen Super League. Mit Anderlecht nahm sie an der Qualifikation zur UEFA Women’s Champions League 2018/19 teil. Bei gleicher Punktzahl wie Glasgow City FC und Górnik Łęczna belegten sie wegen eines mehr kassierten Tores hinter Glasgow City FC den zweiten Platz und verpassten damit die K.-o.-Runde. Ein Jahr später hatten sie beim Qualifikationsturnier zur UEFA Women’s Champions League 2019/20 Heimrecht und konnten sich mit drei Siegen, u. a. gegen den norwegischen Meister Lillestrøm SK Kvinner, für das Sechzehntelfinale qualifizieren. Hier schieden sie nach einem 1:1 im Heimspiel durch eine 0:2-Niederlage gegen den kasachischen Meister BIIK Kazygurt aus. 2020 konnten sie in der ersten Qualifikationsrunde daheim den  nordirischen Meister Linfield FC mit 8:0 bezwingen, verloren aber daheim in der zweiten Runde mit 1:2 gegen Benfica Lissabon. In der Qualifikation für die UEFA Women’s Champions League 2021/22 gewannen sie im Halbfinale der ersten Runde gegen den armenischen Vertreter Hayasa mit 3:0. Das Finalspiel der ersten Runde verloren sie aber mit 0:1 gegen ŽNK Osijek. In der Qualifikation für die Gruppenphase der UEFA Women’s Champions League 2022/23 scheiterten sie im Finale der ersten Runde an Kuopion PS durch eine Niederlage im Elfmeterschießen, wobei sie als erste Spielerin ihrer Mannschaft antrat und erfolgreich war.

### Nationalmannschaft
Deloose spielte nie für eine belgische Juniorinnen-Mannschaft. Am 23. Mai 2015 wurde sie bei einem Freundschaftsspiel gegen Norwegen erstmals in der belgischen A-Nationalmannschaft eingesetzt, wobei sie direkt über 90 Minuten mitspielte. Die Belgierinnen gewannen mit 3:2 und damit erstmals ein Spiel gegen die Norwegerinnen, gegen die zu in zuvor zehn Spielen neunmal verloren hatten. Sie war dann sofort Stammspielerin und wurde bis Ende der Qualifikation für die EM 2022 in 78 % der Länderspiele eingesetzt. Ihr erstes großes Fußballturnier war die EM 2017, wo sie in zwei Gruppenspielen zum Einsatz kam, nach denen die Belgierinnen ausschieden. In der letztlich erfolglos verlaufenen Qualifikation für die WM 2019 kam sie in allen zehn Spielen zum Einsatz und wurde nur im Play-off-Rückspiel gegen die Schweiz nach 40 Minuten für eine Stürmerin ausgewechselt, da die Belgierinnen nach einem 2:2 im Heimspiel einen Sieg benötigten, zu dem es dann aber nicht kam. In der Qualifikation für die EM 2022 kam sie in allen acht Spielen zum Einsatz, wurde nur beim 6:1-Sieg gegen Kroatien sieben Minuten vor dem Spielende ausgewechselt und konnte sich mit ihrer Mannschaft im letzten Spiel durch einen 4:0-Sieg gegen die Schweiz erneut für die EM-Endrunde qualifizieren. Bei der Endrunde wurde sie in zwei Gruppen-Spielen ihrer Mannschaft eingewechselt. Im Viertelfinale, das gegen Schweden mit einer 0:1-Niederlage endete, stand sie in der Startelf.
In der Qualifikation für die WM 2023 wurde sie neunmal eingesetzt. Am Ende scheiterte sie mit ihrer Mannschaft in der ersten Runde der Play-offs der Gruppenzweiten durch eine 1:2-Niederlage gegen Portugal.
Da erstmals das Abschneiden bei der WM für die europäischen Teams nicht entscheidend für die Qualifikation zu den Olympischen Spielen 2024 war, hatten die Belgierinnen noch die Chance sich über die UEFA Women’s Nations League 2023/24 für die Spiele in Paris zu qualifizieren. Die Belgierinnen konnten zwar das erste Spiel daheim gegen Ex-Europameister Niederlande und später auch das Heimspiel gegen Europameister England gewinnen, gegen Schottland gab es aber nur Remis und die Auswärtsspiele gegen die Niederlande und England wurden verloren. Damit verpassten sie als Gruppendritte nicht nur das Final Four Turnier, bei dem um zwei Olympiatickets gespielt wurde, sondern mussten auch in die Relegation. Hier setzten sie sich aber mit zwei 5:1-Siegen gegen Ungarn durch, so dass sie in Liga A bleiben. Laura wurde in den acht Spielen eingesetzt, wobei sie immer in der Startelf stand und nur dreimal in der Schlussphase ausgewechselt wurde.
In der für die Belgierinnen letztlich doch erfolgreich verlaufenen Qualifikation für die EM 2025 wurde sie in den sechs Gruppenspielen und drei der vier Play-off-Spiele eingesetzt. In der UEFA Women’s Nations League 2025 kam sie am 4. April 2025 zu ihrem 100. Länderspiel.
Am 11. Juni wurde sie für den EM-Kader nominiert. Sie kam in den drei Gruppenspielen zum Einsatz, schied mit der Mannschaft aber als Gruppendritte nach der Vorrunde aus.

## Erfolge
- Belgische Meisterschaft 2017/2018, 2018/2019, 2019/2020, 2020/2021, 2021/2022, 2022/23, 2023/24
- Belgische Pokalsiegerin 2012/2013, 2021/2022